# Комптон (Илиноис)
Комптон (енгл. Compton) град је у америчкој савезној држави Илиноис.

## Демографија
По попису из 2010. године број становника је 303, што је 44 (-12,7%) становника мање него 2000. године.
| Група             | 2000.       | 2010.       |
| Белци             | 337 (97,1%) | 285 (94,1%) |
| Афроамериканци    | 0 (0,0%)    | 1 (0,3%)    |
| Азијати           | 1 (0,3%)    | 0 (0,0%)    |
| Хиспаноамериканци | 8 (2,3%)    | 13 (4,3%)   |
| Укупно            | 347         | 303         |